# Табачная фабрика Б. С. Вахтангова
Табачная фабрика Б. С. Вахтангова — памятник архитектуры во Владикавказе, Северная Осетия, объект культурного наследия России регионального значения. Расположен на улице Максима Горького, д. 8.
Со стороны внутреннего двора соседствует с Особняком Ходякова (объект культурного наследия, сегодня — Национальный музей Республики Северная Осетия — Алания). На противоположной стороне улицы Максима Горького находится здание бывшего Общества взаимного кредита (объект культурного наследия).
Собственником фабрики был Багратион Сергеевич Вахтангов, отец театрального режиссёра Евгения Багратионовича Вахтангова. Фабрика была построена на углу Александровского проспекта и Евдокимовской улицы в последней четверти XIX века. Владелец снимал квартиру в соседнем одноэтажном особняке (на месте современного Дома быта, проспект Мира, д. № 13), в котором по некоторым сведениям родился Евгений Вахтангов. В последующем Багратион Вахтангов переехал с семьёй на Купеческую улицу, где проживал в доме № 17.
Производственные цеха выходили на Евдокимовскую улицу, контора располагалась на Александровском проспекте. Фабрика была оснащена двумя электрическими и дизельными двигателями, семью папиросонабивными, пятью гильзомундштучными, тремя табакокрошительными, бумагорезательным и токарным станками. В 1913 году годовая прибыль составляла 240 тысяч рублей. На фабрике трудились 75 рабочих. Во время Первой мировой войны фабрика работала на фронт. К 1915 году прибыль фабрики достигла 347 тысяч рублей, к 1916 году — 733490 рублей. Численность рабочих возросла до 123 человек.
Багратион Вахтангов помог своим родственникам братьям Ивану и Герасиму Лисициан (сын Герасима — Павел — стал известным певцом), владевшим Первой Кавказской электро-механической гильзовой фабрикой «Дарьял» на Тарской улице, открыть во Владикавказе собственную табачную фабрику на этой же улице.
После революции фабрика была национализирована. В ней находилась обувная фабрика. В настоящее время в здании находится выставочный зал Национального музея Северной Осетии.